# Jimmie Ölvestad
Glenn Jimmie Ölvestad, född 16 februari 1980 i Stockholm, är en svensk före detta ishockeyspelare. Han spelade under större delen av sin karriär i Djurgårdens IF men moderklubben är FoC Farsta. Ölvestad har även representerat Tre Kronor ett antal gånger. 2001-2004 spelade han i Nordamerika, för bland annat Tampa Bay Lightning. 2004 återvände han till Sverige och Djurgården.
Jimmie Ölvestads spelstil var uppoffrande. Han sågs som en publikfavorit och var känd för att avgöra matcher i sudden death.
Säsongen 2009/2010 gjorde Ölvestad fem mål i samma match, på bortais mot Modo. Därmed tangerade han klubbrekordet i Djurgården, som sedan tidigare innehavs av Jens Öhling. Djurgården vann till slut med 7-2. Den 27 juni 2013 meddelade Djurgården att Ölvestad avslutar sin karriär.
Ölvestads farfar var fotbollslegenden Nacka Skoglund och hans halvsyster är Mia Jalkerud, spelare i Djurgårdens IF. Halvbror är Robin Jalkerud, som spelade i Hammarby i allsvenskan och numera spelar i Bajen Fans Hockey
Landskamper: 27 A, 0 B, 35 J

## Klubbar
- Huddinge IK, 1997-1998
- Djurgårdens IF, 1998-2001
- Tampa Bay Lightning, 2001-2003
- Hamilton Bulldogs, 2003-2004
- Djurgårdens IF, 2004-2013